# Барковский, Владимир Михайлович
Владимир Михайлович Барковский (1862—1915) — полковник, герой Первой мировой войны.

## Биография
Родился 23 июля 1862 года.
Образование получил в межевых классах при Владикавказской военной прогимназии, после окончании которых 1 сентября 1882 года был принят во 2-е военное Константиновское училище. 14 августа 1884 года выпущен подпоручиком в 153-й пехотный Бакинский полк. 14 августа 1888 года произведён в поручики.
С 28 сентября 1890 года Барковский был офицером-воспитателем в кадетском корпусе, и за время службы по военно-учебному ведомству получил чины штабс-капитана (28 марта 1893 года), капитана (2 апреля 1895 года) и подполковника (18 апреля 1899 года).
12 января 1900 года Барковский перешёл на службу в армию и в течение последующих одиннадцати с половиной лет командовал батальоном в 154-м пехотном Дербентском полку. 6 декабря 1910 года произведён в полковники. За это время он был награждён орденами св. Анны 3-й степени (в 1904 году) и св. Станислава 2-й степени (в 1908 году).
4 июля 1913 года Барковский получил в командование 80-й пехотный Кабардинский полк, в главе которого встретил начало Первой мировой войны. Погиб в бою 4 января 1915 года и посмертно произведён в генерал-майоры. Высочайшим приказом от 31 января 1915 года Барковский посмертно был награждён орденом св. Георгия 4-й степени, а 17 мая 1915 года ему было пожаловано Георгиевское оружие.